# تردک

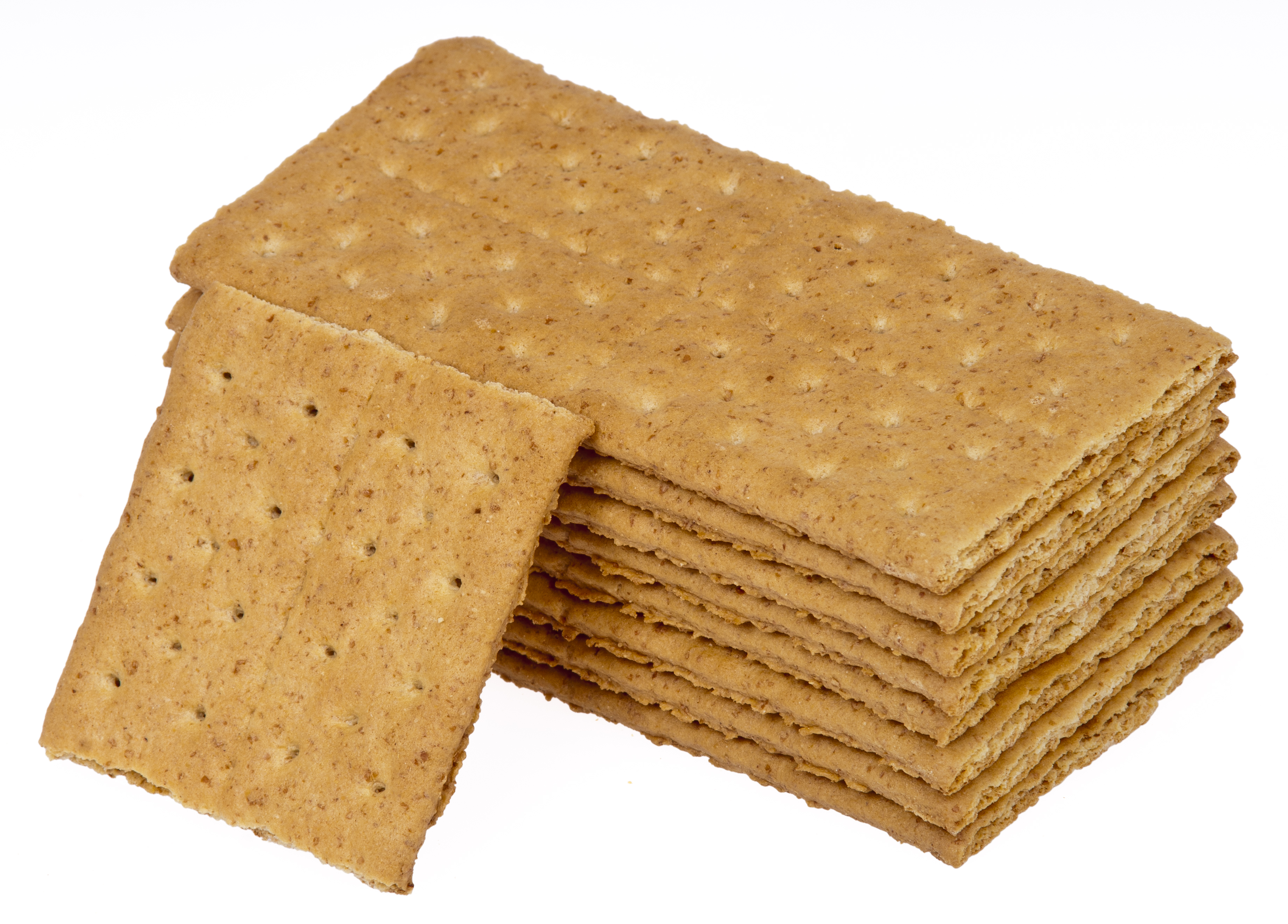
نوعی تردک به نام تردک گراهام.

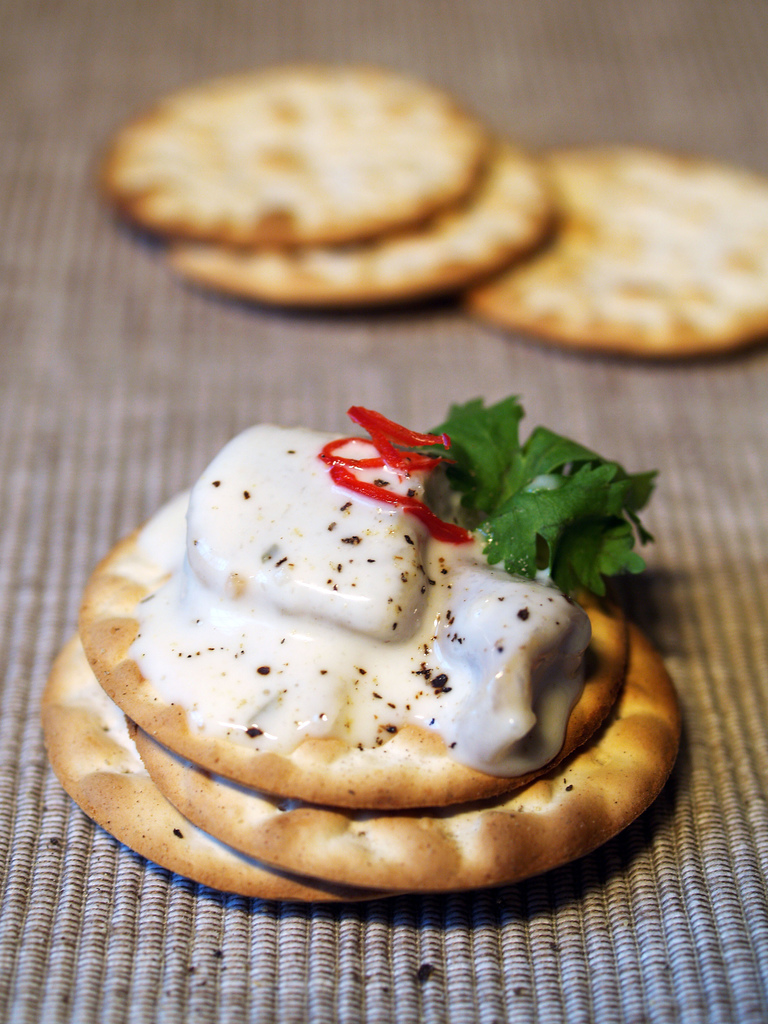
میان‌وعده‌ای ساخته شده از تردک و شاه‌ماهی و سس سیر و برگ جعفری

تُردَک، بیسکوئیت ترد یا بیسکوئیت شور، گونه‌ای فراورده غذایی تنوری ترد و شکننده و گاهی کمی شور است که معمولاً از خمیر آرد برنج یا غلات و به‌طور انبوه تولید می‌شود. تردک‌ها مانند بیسکویت‌ها معمولاً تُرد، نازک و کوچک هستند و عرض آن‌ها کمتر از ۸ سانتی‌متر است. طعم‌دهنده‌هایی مانند نمک، سبزی، بذرهای گوناگون و پنیر به آن‌ها زده می‌شود که ممکن است در خمیر آن‌ها مخلوط شود یا پیش از پخت، روی آن‌ها پاشیده شود.
تردک‌ها شکل‌ها و انواع گوناگونی دارند. سوراخ‌هایی که روی آن‌ها ایجاد می‌کنند مانند بیسکویت‌ها برای جلوگیری از حجیم شدن آن‌ها هنگام پخت است. آن‌ها را می‌توان خالی خورد یا همراه با محصولات غذایی دیگر مصرف کرد. محصولاتی غذایی مانند ورقه‌های پنیر، ورقه‌های گوشت، کره، کره بادام زمینی، مربا و سس.